# Municipio de Hersey (Míchigan)
El municipio de Hersey (en inglés: Hersey Township) es un municipio ubicado en el condado de Osceola en el estado estadounidense de Míchigan. En el año 2010 tenía una población de 1950 habitantes y una densidad poblacional de 20,97 personas por km².

## Geografía
El municipio de Hersey se encuentra ubicado en las coordenadas 43°51′20″N 85°23′38″O / 43.85556, -85.39389. Según la Oficina del Censo de los Estados Unidos, el municipio tiene una superficie total de 92.98 km², de la cual 91,54 km² corresponden a tierra firme y (1,55 %) 1,44 km² es agua.

## Demografía
Según el censo de 2010, había 1950 personas residiendo en el municipio de Hersey. La densidad de población era de 20,97 hab./km². De los 1950 habitantes, el municipio de Hersey estaba compuesto por el 96,41 % blancos, el 0,51 % eran afroamericanos, el 0,82 % eran amerindios, el 0,05 % eran asiáticos, el 0,56 % eran de otras razas y el 1,64 % eran de una mezcla de razas. Del total de la población el 1,9 % eran hispanos o latinos de cualquier raza.